# Bernd Jakubowski
Bernd Jakubowski (n. 10 decembrie 1952, Rostock, RDG – d. 25 iulie 2007, Dresda, Germania) a fost un fotbalist german, medaliat olimpic. A participat la o ediție a Jocurilor Olimpice (1980) în care a câștigat o medalie de argint.

## Participări
Lista de mai jos prezintă principalele competiții la care a participat Bernd Jakubowski de-a lungul carierei.
- Futbol na letnih Olimpiiskih igrah 1980[*]